# Prasiolith

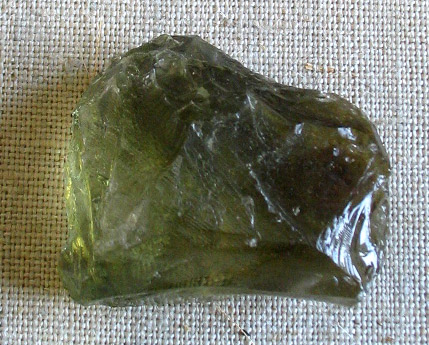
Prasiolith - Rohstein

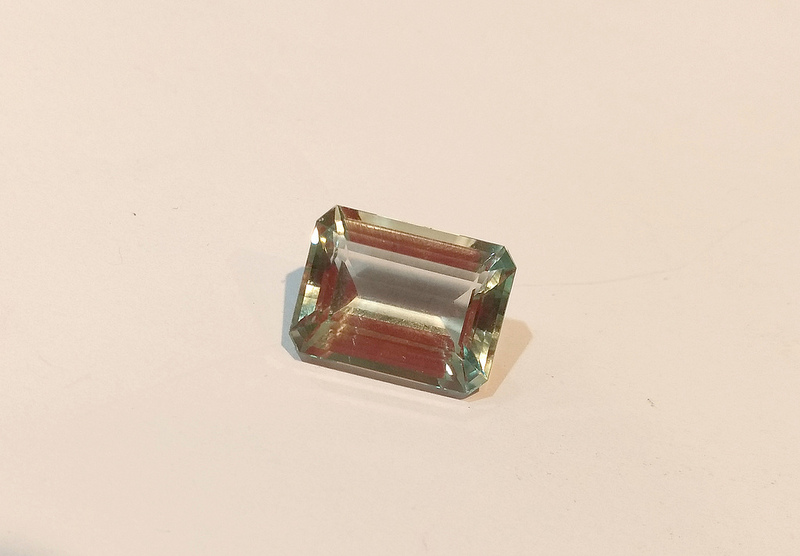
Geschliffener Prasiolith

Prasiolith, auch Grünquarz, grüner Amethyst oder Vermarin genannt, ist eine lauchgrüne, durchsichtige Varietät von Quarz.
Der Name ist eine Zusammensetzung der griechischen Wörter πράσον prason für Lauch und λίθος lithos für Stein, bedeutet also lauch(farbener) Stein.
Prasiolith ist durch seine ansprechende Farbe ein begehrter Schmuckstein. Da er in der Natur jedoch nur selten – an wenigen Fundstellen in Thunder Bay (Ontario) in Kanada, am Gamsberg (Khomas) in Namibia, in der polnischen Woiwodschaft Niederschlesien und im Departamento Artigas in Uruguay – zu finden ist, wird er vorwiegend durch Brennen (erhitzen auf etwa 500 °C) aus Amethyst oder gelbem Quarz hergestellt. Die Farbe ist allerdings unbeständig und bleicht im Sonnenlicht mit der Zeit aus.